# Karl Litschauer
Karl Litschauer (* 3. September 1936 in Rohrbach) ist ein ehemaliger österreichischer Politiker (ÖVP) und Landesbeamter. Er war 1988 sowie von 1992 bis 1997 Abgeordneter zum Landtag von Niederösterreich und von 1989 bis 1992 Mitglied des Bundesrates.
Litschauer besuchte nach der Volksschule eine Aufbaumittelschule in Horn und legte dort 1956 die Matura ab. Er trat 1961 in den Dienst des Landes Niederösterreich und engagierte sich in zahlreichen Personalvertretungs-, Gewerkschafts- und Parteifunktionen. Zwischen 1992 und 1996 war er ÖVP-Bezirksparteiobmann, von 1992 bis 1997 Obmann der Zentralpersonalvertretung der Niederösterreichischen Landesbediensteten und von 1993 bis 1997 Vorsitzender der Arge „Landesdienst“ in der Gewerkschaft öffentlicher Dienst. Litschauer, der zum Hofrat ernannt worden war, vertrat die ÖVP zwischen dem 25. Februar 1988 und dem 17. November 1988 im Niederösterreichischen Landtag, war danach vom 16. März 1989 bis zum 21. Oktober 1992 Mitglied des Bundesrates und vertrat die ÖVP danach erneut vom 22. Oktober 1992 bis zum 16. Juni 1997 im Landtag. 